# Bred narcissblomfluga
Bred narcissblomfluga (Merodon equestris) är en blomfluga som tillhör släktet narcissblomflugor. Larven lever i olika lökväxter, till exempel i narcisslökar

## Kännetecken
Bred narcissblomfluga är en ganska stor humlelik blomfluga med en längd på mellan 14 och 16 millimeter. Färgen kan variera mycket, från helt ljushårig till att endast ha ljus bakkroppsspets på en i övrigt svarthårig kropp. Vingarna har en karaktäristisk inbuktning på en av vingribborna. Den har en även en karaktäristisk marknära och högt surrande flykt.

## Levnadssätt
Bred narcissblomfluga påträffas oftast i närheten av trädgårdar och parker, men även i hagmarker och bryn. De vuxna flugorna kan ses på olika blommor, till exempel kirskål, gräslök och hundkäx. Flygtiden är från slutet av maj till mitten av augusti. De kan även kläckas redan i mars i lökväxter inomhus. Larven lever i lökar av till exempel narcisser, amaryllis och liljesläktet. Honan lägger äggen intill löken. Larven tar sig sedan ner i löken och livnär sig på den. Den förpuppas strax under markytan.

## Utbredning
Arten är inte ursprunglig i Sverige utan har införts med prydnadslökar. Den är lokalt allmän i Götaland och Svealand. Den finns även i Danmark och i södra Norge och Finland. Den finns i större delen av Europa och i Nordafrika samt i Japan.

## Etymologi
Equestris betyder rytteri eller häst på latin. 